# Brevipalpus moreliensis
Brevipalpus moreliensis är en spindeldjursart som beskrevs av Baker och James P. Tuttle 1987. Brevipalpus moreliensis ingår i släktet Brevipalpus och familjen Tenuipalpidae. Inga underarter finns listade.